# 穆罕默德·布瓦吉吉
穆罕默德·布瓦吉吉（羅馬化：Ṭāriq aṭ-Ṭayib Muḥammad al-Būʿazīzī；1984年3月29日—2011年1月4日），突尼斯贫民，靠摆地摊为生。2010年12月17日，他在摆摊时受到警察滥用职权的欺侮，其中包括一名女性市政官员菲达·哈姆迪。他在投诉无门后在政府大楼前泼油自焚，后医治无效死亡。他的自焚和死亡引爆了突尼斯人长期以来对于独裁政府的民怨，后发展为席卷突尼斯全国的茉莉花革命。他的自焚身亡被普遍公认为是阿拉伯之春的起点。
布瓦吉吉於1月4日在醫院去世後，人民起义持續擴大，最終迫使连续执政23年的時任總統本·阿里政权垮台并于於2011年1月14日流亡沙烏地阿拉伯，結束23年來的統治，但國內的抗議示威活動依舊持續著，并且人民起义风潮在阿拉伯世界多国迅速扩散。
茉莉花革命的成功引發了其他阿拉伯國家的民众走上街頭進行示威抗議，且爲了終止政治腐敗的情形，幾名男子模仿了布瓦吉吉而自焚，這群男子被稱作「新中東革命的勇敢烈士」。由於這些抗議活動，埃及、利比亚、也门、叙利亚、阿尔及利亚、苏丹的政府都開始讓步，而反政府示威至今已经导致埃及、利比亚、也门、阿尔及利亚、苏丹、敘利亞等多国稳坐江山数十年之久的政治强人和独裁者如多米诺骨牌般接二连三地倒下。

## 早年生活與工作上的困難
穆罕默德·布瓦吉吉常被當地人稱作「Basboosa」，他於1984年3月29日在突尼西亞西迪布吉德的一座小鎮出生。布瓦吉吉的父親是利比亞的建築工人，在布瓦吉吉三歲時死於心臟病。后来，布瓦吉吉的母親改嫁他的叔叔。布瓦吉吉與他六個兄弟姐妹，曾在西迪薩拉赫村（Sidi Salah）一間僅有一個教室的鄉間學校接受教育。雖然有諸多媒體報導布瓦吉吉擁有大學文憑，而他的妹妹薩米亞·布瓦吉吉（Samia Bouazizi）則表示他尚未從高中畢業，但是布瓦吉吉也一直希望自己和他的姐妹們能夠上大學。由於他叔叔的身體不好，沒有固定工作，所以布瓦吉吉自十歲起就開始從事各式各樣的工作，且在青少年晚期輟學，以便勝任全職工作。
布瓦吉吉住在一間简陋的灰泥房子裡，距市中心步行二十分鐘。西迪布吉德的地方政府貪汙横行，民众失業率估計達到30%。他的母親曼努阿比亞·布瓦吉吉說，布瓦吉吉曾申請加入軍隊但卻被拒絕，隨後申請幾個工作也被拒絕。布瓦吉吉在西迪布吉德的街上賣水果，每月賺取大約140美元，要供應母親、叔叔、弟弟、妹妹生活，還供應一位妹妹上大學。妹妹薩米亞表示，布瓦吉吉當時正努力工作以期能買下一台麵包車。

## 貨品被沒收及自焚事件
當地警察認識布瓦吉吉多年，從他童年時期開始，就經常沒收他的手推車及貨品；但布瓦吉吉沒有别的選擇，所以只能繼續擺攤。2010年12月17日上午，他借钱買下價值200美元的貨品。在設好攤位後不久，警察就来沒收他的貨品，说布瓦吉吉沒有攤販執照。然而，雖然有消息指出在突尼西亞街頭擺攤是違法的，也有人說布瓦吉吉沒有販售貨品所需的執照，但根據西迪布吉德就業與個體工作辦公室的官員所言，從推車上販賣商品不需要執照。
也有消息聲稱，布瓦吉吉沒有錢來賄賂城管。同樣地，布瓦吉吉的兩名兄弟姐妹指責當局企圖從布瓦吉吉身上強索錢財。在接受路透社採訪時，他的姐姐說：「你能想像是什麼樣的迫害，才會促使一位年輕男子做出這樣的事？他們罰他錢，取走他的貨物，令他必須以借貸的方式購買貨品，以養活家庭。在西迪布吉德，那些沒有關係可靠，也沒有錢來賄賂官長的，只得受盡屈辱，失去活路。」
除此之外，布瓦吉吉還遭到公開羞辱。一名45歲的女性市政官員菲達·哈姆迪（Faida Hamdi）與兩名同事一同毆打布瓦吉吉，哈姆迪還對他甩巴掌、吐口水，沒收他的電子磅秤，並推倒他的蔬果車。也有人說，哈姆迪出言誹謗布瓦吉吉已逝去的父親。由於阿拉伯世界習俗的關係，哈姆迪的女性身份加重了布瓦吉吉所遭受的侮辱。
受到激怒的布瓦吉吉前往地方政府辦公室投訴，但總督拒絕見他。有人引述布瓦吉吉當時的話說：「如果你不見我，我就自焚。」儘管如此，還是不獲接見。於是，布瓦吉吉購得一罐汽油（或兩瓶油漆稀釋劑），於當地時間上午11：30（距口角發生不到一小時），在當地政府大樓前用汽油淋在自己身上，並用火點燃。
布瓦吉吉的母親在事前都沒有得知兒子的意圖，她說布瓦吉吉會自殺是因為受到羞辱，而不是因為家裡貧困。她也指向遭警察騷擾一件事說：「那件事深深影響他的內心，傷害了他的自尊。」

## 去世與葬禮

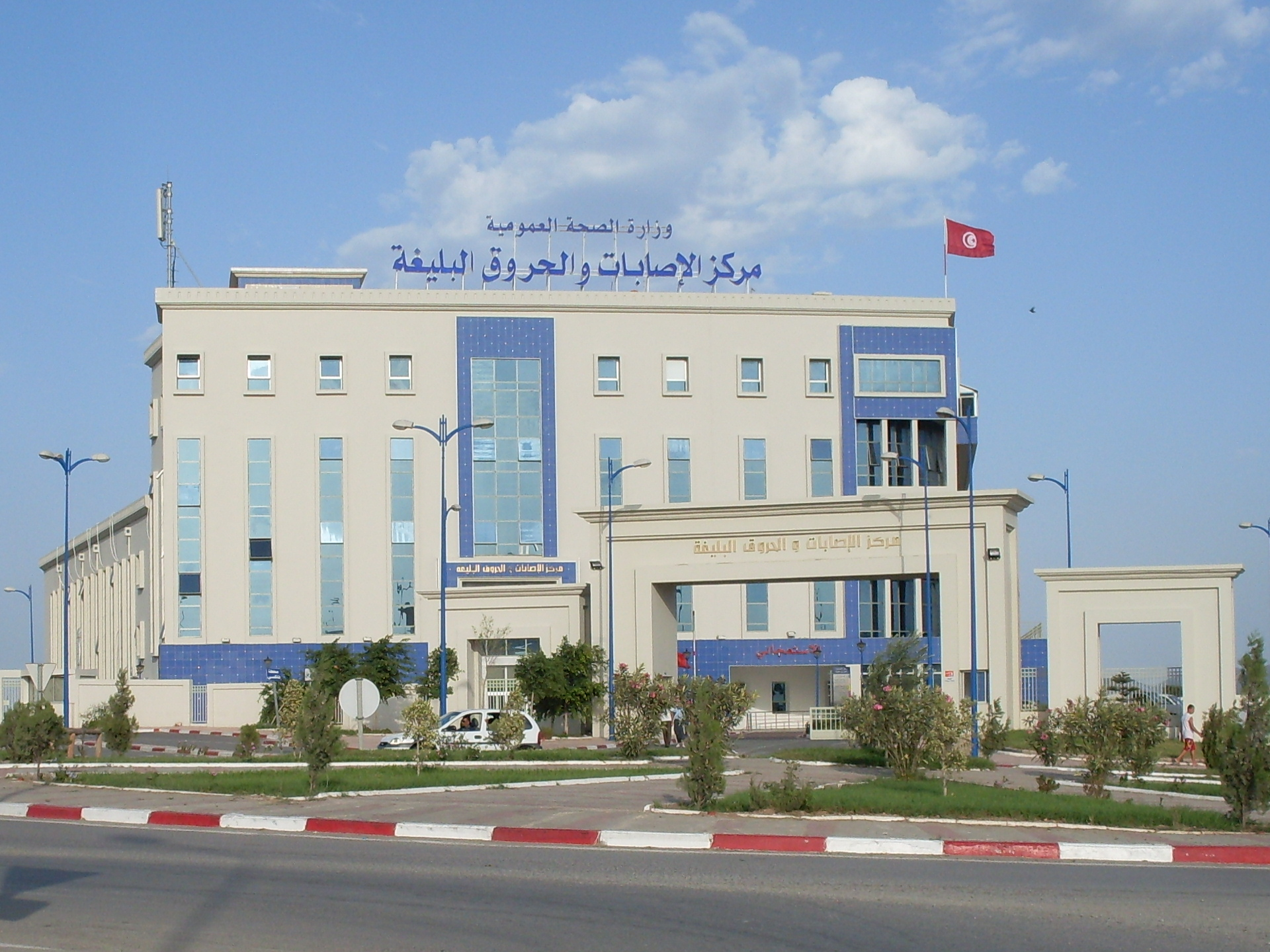
1月4日，穆罕默德·布瓦吉吉於本阿魯斯燒傷及創傷治療中心去世

據布瓦吉吉的家庭律師表示，布瓦吉吉由救護車送到西迪布吉得的醫院。但醫院無法處理其嚴重的燒傷，於是他被送到70英里以外的斯法克斯市（Sfax）。隨著政府對他的關注提升，布瓦吉吉被轉移到本阿魯斯（Ben Arous）的燒燙傷治療中心。當時的總統本·阿里曾到治療中心探望布瓦吉吉。布瓦吉吉則在他自焚後十八天，於當地時間2011年1月4日下午5:30逝世。
據估計，有超過5000人參加他的送葬行列。隊伍由西迪布吉德開始，途中經過布瓦吉吉的家鄉。但警方並未允許隊伍經過布瓦吉吉自焚之處。人群中有許多人吟誦道：「永別了，穆罕默德，我們會為你復仇。今天，我們為你哭泣。我們必讓那些造成你死亡的人哭泣。」布瓦吉吉安葬於距西迪布吉德10英里的Garaat Bennour墓地。

## 榮譽
2011年2月4日，即布瓦吉吉逝世一個月後，巴黎市長宣布將巴黎一處地方命名為「布瓦吉吉」，以茲紀念。2011年2月17日，突尼西亞政府重新命名首都一座重要廣場為「穆罕默德布瓦吉吉廣場」（Mohammad Bouazizi Square），以紀念布瓦吉吉。廣場原名「11月7日廣場」（November 7 Square），是為紀念1987年前總統本·阿里上台執政而名。
2011年10月27日，欧洲议会颁发萨哈罗夫奖予布瓦吉吉、来自埃及的阿斯玛·马夫兹、來自利比亚的阿买得·撒努西、以及來自叙利亚的拉赞·扎伊多纳和阿里·法扎特共五人，以表彰他们为本国人民争取人权和自由所做的突出贡献。

## 影響

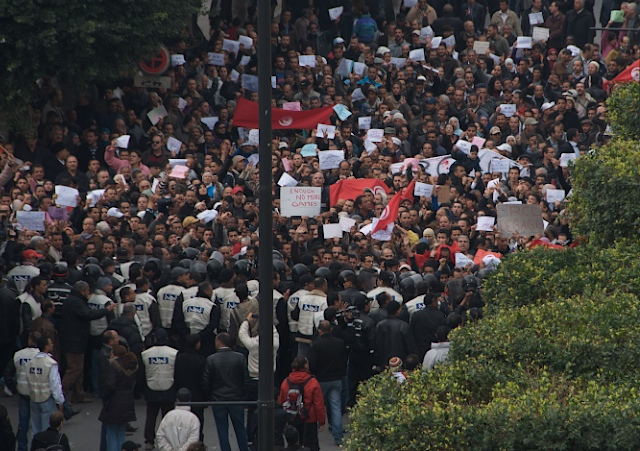
布瓦吉吉自焚之後，突尼西亞發生了茉莉花革命，且在其他阿拉伯世界的國家中引發骨牌效應

消息指出，與布瓦吉吉發生衝突的女性市政官遭到解職，並離開了西迪布吉德。一段時間後，當時的總統本·阿里下令將她逮捕，目前她被拘留的地點不明。

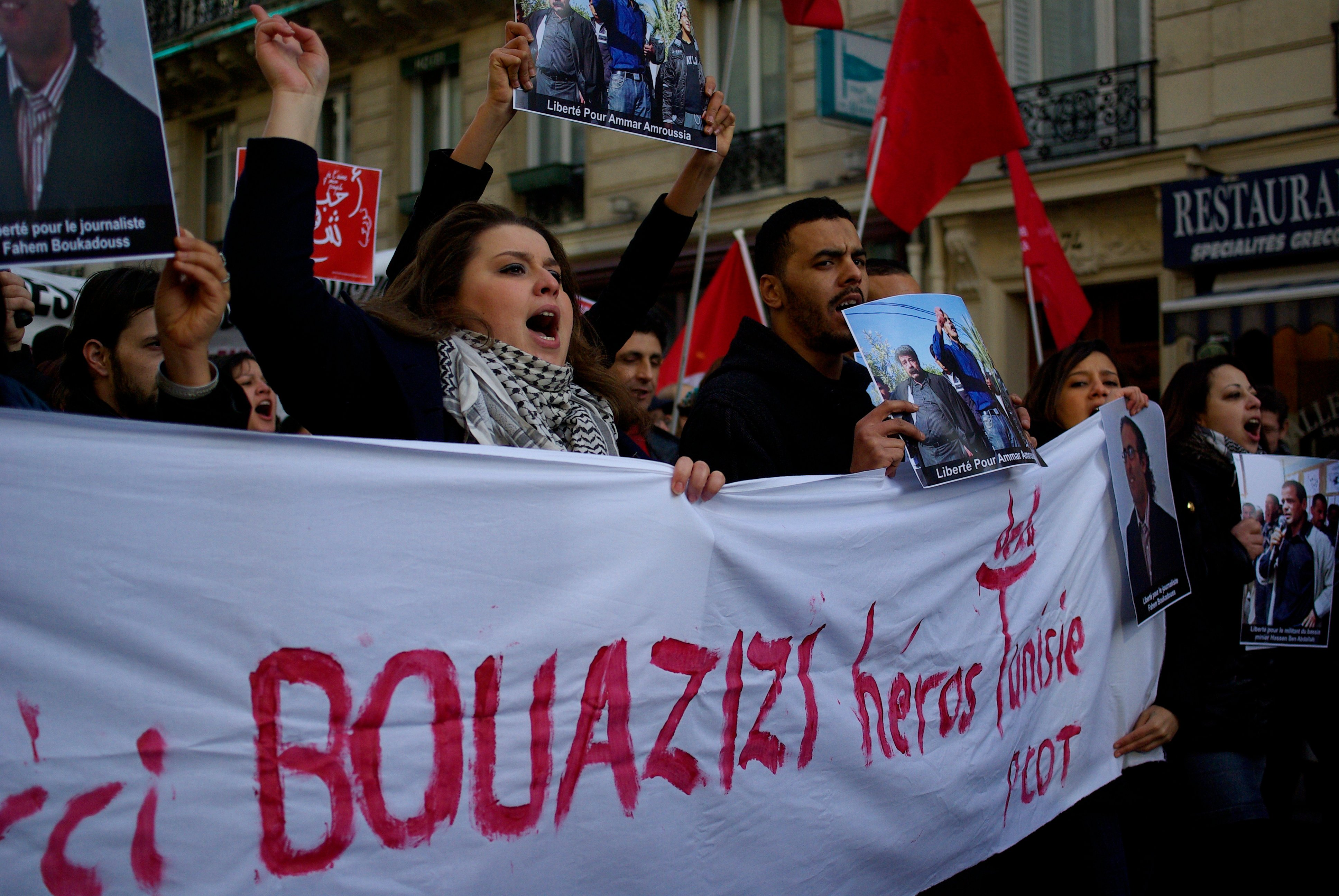
法國民眾上街替布瓦吉吉發聲，布條上寫「突尼西亞英雄」。攝於2011年1月15日

布瓦吉吉的自焚事件引起群眾憤慨，抗議活動由西迪布吉德開始，持續兩週之久。警方試圖平息動亂，但反而進一步引發一連串暴力及衝突事件。自布瓦吉吉死後，抗議活動逐漸擴散到其它城鎮，最終引起在首都突尼斯市的抗議潮。人們的憤怒及暴力事件達到頂峰，迫使突尼西亞總統本·阿里及其家人於2011年1月14日開始逃亡。他們首先嘗試進入巴黎，但为法国政府所拒绝。最终在有条件的情况之下进入了沙特阿拉伯，但此舉也引來當地民眾的諸多譴責。至此，本·阿里結束了他長達23年的極權統治。
但是，由于新政權接管之後，突尼西亞境內還是陸續發生動亂，許多突尼西亞公民認為新政權仍舊忽略人民需求。

### 模仿效應
由於布瓦吉吉當街自焚的行為獲得突尼西亞群眾響應並推翻本·阿里的政權，讓其他阿拉伯國家的民眾開始模仿布瓦吉吉的自焚抗議方式。

## 外部連結
- （荷兰文）穆罕默德·布瓦吉吉的葬禮遊行 （页面存档备份，存于）（nos.nl視頻），2011年1月6日
- （简体中文）卖水果的布阿齐兹 （页面存档备份，存于），英国金融时报，鲁拉·卡拉夫編著，王柯伦翻譯，2011年3月7日